# The Art of Live
The Art of Live es el tercer álbum en vivo de la banda del metal progresivo, Queensrÿche. Tanto el CD y el DVD se grabaron en el 2003.

## CD
1. Tribe (Eddie Jackson, Scott Rockenfield, Geoff Tate, Michael Wilton) – 6:09
2. Sign of the Times (Chris DeGarmo) – 3:39
3. Open (DeGarmo, Tate, Wilton) – 4:40
4. Losing Myself (Mike Stone, Tate) – 4:08
5. Desert Dance (DeGarmo, Rockenfield, Tate, Wilton) – 4:14
6. The Great Divide (Tate, Wilton) – 4:39
7. Rhythm of Hope (Jackson, Rockenfield, Tate) – 3:37
8. My Global Mind (DeGarmo, Rockenfield, Tate, Wilton) – 4:18
9. Roads to Madness (DeGarmo, Tate, Wilton) – 5:09
10. Della Brown (DeGarmo, Rockenfield, Tate) – 6:21
11. Anybody Listening? (DeGarmo, Tate) – 6:48
12. Breaking the Silence (DeGarmo, Tate) – 4:37
13. The Needle Lies (Tate, Wilton) – 3:14
14. Best I Can (DeGarmo) – 5:30

## DVD
1. Tribe (Eddie Jackson, Scott Rockenfield, Geoff Tate, Michael Wilton) – 6:09
2. Sign of the Times (Chris DeGarmo) – 3:39
3. Open (DeGarmo, Tate, Wilton) – 4:40
4. Losing Myself (Mike Stone, Tate) – 4:08
5. Desert Dance (DeGarmo, Rockenfield, Tate, Wilton) – 4:14
6. The Great Divide (Tate, Wilton) – 4:39
7. Rhythm of Hope (Jackson, Rockenfield, Tate) – 3:37
8. My Global Mind (DeGarmo, Rockenfield, Tate, Wilton) – 4:18
9. Roads to Madness (DeGarmo, Tate, Wilton) – 5:09
10. Della Brown (DeGarmo, Rockenfield, Tate) – 6:21
11. Breaking the Silence" (DeGarmo, Tate) – 4:37
12. The Needle Lies (Tate, Wilton) – 3:14
13. Best I Can (DeGarmo) – 5:30
14. Comfortably Numb (David Gilmour, Roger Waters)
15. Won't Get Fooled Again (Pete Townshend)

- Datos: Q745470